# Leopold Städtler
Leopold Städtler (* 23. April 1925 in Ligist) ist ein österreichischer römisch-katholischer Priester und Apostolischer Protonotar. Er war von 1976 bis 1997 Generalvikar der Diözese Graz-Seckau.

## Leben
Nach seiner Matura am Akademischen Gymnasium in Graz 1943 und dem Kriegsdienst in der Wehrmacht im äußersten Norden Finnlands studierte Leopold Städtler von 1945 bis 1950 Theologie an der Universität Graz und machte 1971 seinen Magisterabschluss. Seit 1946 ist er Mitglied der katholischen Studentenverbindung KÖHV Carolina Graz im ÖCV. Nach seiner Priesterweihe am 2. Juli 1950 im Grazer Dom durch Ferdinand Stanislaus Pawlikowski war er dreizehn Jahre als Kaplan in Mureck, Murau und Judenburg tätig. Von 1964 bis 1972 war er erster Pfarrer an der Pfarrkirche St. Magdalena in Judenburg. 1972 wurde er Mitglied im Domkapitel Graz-Seckau, dessen Vorsitz er als Dompropst 1989 annahm. Am 1. September 1976 ernannte ihn Johann Weber zum Generalvikar der Diözese Graz-Seckau. In dieser Funktion wirkte er u. a. am Neubau zahlreicher Kirchen in der Steiermark mit. Am 31. August 1997 wurde Helmut Burkard sein Nachfolger. Von 1990 bis 2009 war Städtler Kustos des Diözesanmuseums Graz, an dessen Aufbau und Wiedereröffnung ab 1979 er maßgeblich beteiligt war.

## Auszeichnungen
- Päpstlicher Ehrenprälat
- 1972 Domkapitular im Domkapitel der Kathedral- und Domkirche zum heiligen Ägydius in Graz, ab 1989 Dompropst
- 1985 Großes Goldenes Ehrenzeichen des Landes Steiermark
- 1994 Apostolischer Protonotar
- 2005 Großes Silbernes Ehrenzeichen für Verdienste um die Republik Österreich[3]
- 2009 Bürger der Stadt Graz[4]